# BOYS DON'T FLY
『BOYS DON'T FLY』（ボーイズ ドント フライ）は、BIGMAMAの1枚目のシングル。2007年6月6日にRX-RECORDSよりリリースされた。

## 概要
BIGMAMA初のシングル。また、2006年9月の活動休止を経て、現メンバーの安井英人(Bass)・東出真緒(Strings)を新たに迎えてから初の音源作品となる。通常盤のみでのリリース。表題曲が存在しないため、どの楽曲がリード曲で、どの楽曲がカップリングにあたるかは、特に明示されていない。

## 楽曲解説
Moo
MVが作られている。
タイトルの「Moo」は牛の鳴き声を連想している。「Moo」という響きが「No」に似ていることから、料理、掃除、洗濯、ありとあらゆることをして君に尽くしても、「No」「意味が無いよ」という内容の楽曲が出来上がった。
CHAIN
BIGMAMAが現在のメンバー体制になってから初めて出来た楽曲。
曲の構成よりもメッセージが先に決まり、「憎しみの連鎖」をコンセプトにしたサスペンス風の楽曲に仕上がった。
このシングルがリリースされたときから、次のアルバムにこの楽曲の続編を描くという構想があり、実際に『Love and Leave』には、この楽曲の続編となる「The Man's Sorrow」が収録されている。

## 収録曲
| 全作曲・編曲: BIGMAMA。 |                      |           |            |      |
| #                       | タイトル             | 作詞      | 作曲・編曲 | 時間 |
| 1.                      | 「Moo」              | 金井政人  | BIGMAMA    | 4:18 |
| 2.                      | 「CHAIN」            | BIGMAMA   | BIGMAMA    | 3:06 |
| 3.                      | 「Do you remember?」 | 金井政人  | BIGMAMA    | 3:35 |
| 合計時間:               | 合計時間:            | 合計時間: | 10:59      |      |